# 자일대우 BC

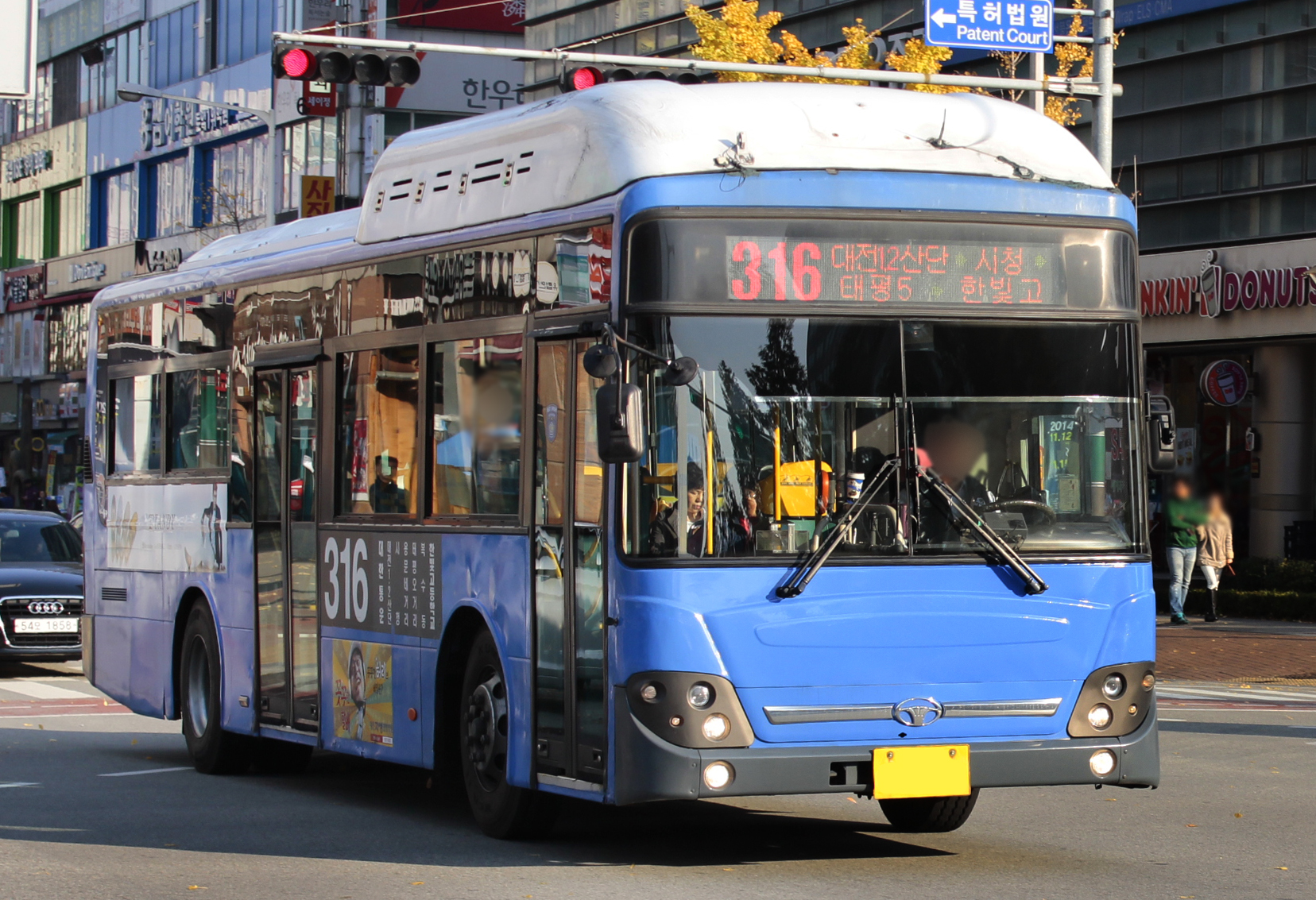
BC211M 중저상버스 (사진의 차량은 현재 대차됨)

자일대우 BC는 자일대우버스의 중저상 (one-step) 대형 도시형버스 차종이며 현재 출시된 종류는 NEW BC211 모델이 유일하다.

## 특징
전형적인 후부 엔진-후륜 구동 (RR) 방식의 도시형 버스 차량이다. 2006년에 최초의 모델이 생산되었고, 2006년, 2008년, 2011년에 세 차례의 마이너 체인지를 거쳤으나 기본적 사양은 크게 다르지 않다. 차량 후부에 엔진이 있기 때문에 최 후부석은 높게 되어 있으며 2006년부터는 엔진 직결식의 냉방 장치가 기본적으로 설치되어 도입되었다.
기본적으로 직렬 6기통 엔진을 사용하고 있었으며, 엔진은 두산인프라코어 (구 대우종합기계)가 공급하고 있으며 2015년 이후 생산된 디젤차량은  미국 커민스사에서 공급하고 있다. 기어변속에는 전진 5단, 후진 1단의 통일중공업 혹은 다이모스의 수동변속기나 ZF 혹은 앨리슨제 자동변속기가 사용된다. 따라서 일반적인 승용차와 기어 배치가 다소 다른 것이 특징이다. 서스펜션은 일반 투스텝 모델은 리프 서스펜션(판 스프링)을 사용하고 있으며, 논스텝 모델은 에어 서스펜션을 사용한다. 중국내수용 모델은 계림대우에서 생산한적이 있다.
2008년부터 제작된 차량(일명 대왕팬더)의 경우, 터보차저에 의하여 심한 소음을 내고 있는데, 엔진 돌아가는 소리에, 한박자 늦게 맞춰 나오고 있다. 천연가스버스보다 오히려 디젤에서 큰 소음이 난다.

## 세부 종류

### BC211M 로얄하이시티 (2005년9월~2012년3월)
2005년 9월에 출시한 전장 11m의 대한민국에서 유일한 대형 중저상 시내버스이다. 기존 BS105/BS106보다 바닥을 낮게 하여 승·하차가 편리하게 하였으며 이미 시판된 초저상버스인 BS110CN/BS120CN 로얄논스텝보다 최저 지상고가 살짝 높고 가격이 저렴하여 초저상버스 도입이 어려운 중소 도시 등에서도 저상버스를 대신하여 쉽게 도입할 수 있도록 개발되었다. 계단이 아예 없는 BS110CN/BS120CN 로얄논스텝과 달리 살짝 낮은 계단이 하나 있다. 따라서 천연 가스버스 모델이 없는 도시 저상형 BS106L 로얄시티를 대신한 도시 저상형의 대체형이기도 하다.

엔진은 두산인프라코어가 제작한 DL08K 또는 GL11K 엔진을 사용한다. 바닥과 하체에 기어핸들 링크를 설치할 여유 공간이 없어 수동변속기의 적용이 불가능한  BS110CN/BS120CN 로얄논스텝 초저상버스와 달리 중저상버스인 BC211M 로얄하이시티는 여유 공간이 있어 링크 설치가 가능하므로 숏 체인지 레버식 수동변속기가 적용된다. 또한 기본적으로 리프 스프링 서스펜션을 적용하며, 옵션으로 에어 서스펜션을 장착할 수 있다. 자동변속기도 적용이 가능하다. 콜부저 음향은 딩동 음향이 기본사양이다.
현재 서울특별시, 부산광역시, 인천광역시, 대전광역시, 경기도, 강원도 춘천시, 전라북도 전주시, 경상북도, 경상남도 진주시 등지에서 도시형버스로 도입되어 운행하고 있다., 2010년은 내장이 변경되었으며, 통유리와 수평와이퍼옵션이 사라졌다. 그리고 전면부에 크롬가니쉬를 적용하였다. 그래서 버스동호인들은 일명을 크롬 하이시티, 크롬 중저상이라고 부른다. 공개 입찰을 통해 대한석유협회와 한국기계연구원이 공동 개발하는 디젤 하이브리드 버스의 제작 사업권자로 대우버스가 낙찰되면서 디젤 하이브리드 버스의 베이스 모델로 채택되어 2011년 1월부터 서울, 대전, 대구, 부산 등 4개 도시에서 1차 시범 운행을 하였다. 그 중 부산에서 운행하였던 차량은 광주 동화운수에, 대구에서 엑스코 셔틀버스로 운행했던 하이브리드 차량은 세종시 세종교통에 각각 매각했었다. 2011년 12월 14일 NEW BC211로 업그레이드 되었다.

#### 제원
제원의 단위는 밀리미터 (mm)로 구성되어 있다.
- 전장 : 11,000
- 전폭 : 2,490
- 전고 : 3,235 (CNG) / 3,180 (디젤)
- 윤거 : 전 - 2,050 / 후 - 1,853
- 오버행 : 전 - 2,400 / 후 - 3,110
- 축거 : 5,400
- 총 배기량 : 11,051cc(CNG) / 7,640cc (디젤)
- 최고출력 : 290PS (CNG) / 300PS (디젤)
- 형식 : GL11K (CNG) / DL08K (디젤)

### NEW BC211 (2012년3월~2023년)
2012년 기존 BS 시리즈가 New BS 시리즈로 업그레이드 됨과 동시에 BC211M 로얄하이시티의 업그레이드 모델로 파워 안테나의 형태도 폴 안테나에서 루프 안테나로 변경하여 출시되었다. 콜부저 음향은 딩동 음향이 기본사양이다. 한동안 이 모델을 반입한 업체는 없었다가 대한민국에서 처음으로 2012년 12월에 대한항공에서 인천국제공항 셔틀버스로 반입하였으며, 시내버스 최초 반입 업체로는 2013년 10월에 제주 서귀포시 동서교통이 판스프링 시내좌석모델로 최초 반입되었다. 2014년 11월에 선보인 2015년식은 콜부저 테두리 색상이 검은색에서 노란색으로 변경되었으나 많이 알려져 있지 않은 탓에 적용율은 낮다. 전문은 글라이딩도어에서 타는문만 폴딩도어로 바뀌었고, 사이드마커램프가 추가되었고, 에어서스펜션 모델만 존재한다. 2015년 서울 신길운수, 서울버스, 익산 신흥여객, 익산여객, 군산 우성여객, 군산여객, 전주 전일여객, 제일여객, 호남고속, 제주 삼영교통, 금남여객, 제주여객, 동진여객, 삼화여객, 성주 경일교통 등지에서 이 차량을 반입하였다. 2015년부터 스커트 판넬에 마커등이 추가 및 자동변속기 사양이 삭제되었고, 수동변속기 사양만 남았는데 이어 같은해 11월에 선보인 2016년부터 대시보드에 오디오는 USB 단자가 추가되었고, 도시형 사양에서 승객석시트 옵션사양 중 좌석버스시트는 승객석에 손잡이가 추가되었다. 유로6 규제가 시작되면서 천연가스모델은 2014년부터 두산인프라코어의 GL11P (310ps / 120kg.m) 이 탑재되기 시작했고 디젤모델은 2015년부터 커민스 ISL 8.9 (300ps / 120kg.m) 엔진을 사용하고 있다. 2018년부터는 NEW BS110처럼 디자인이 변경된 탄소섬유 가스통이 옵션으로 추가되었다. 2019년 5월부터 차량 패찰에 NEW 패찰이 사라졌거나 기본사양으로 전환했다. 이어서 같은해 12월은 뒷면 DAEWOO 엠블럼에서 ZYLE DAEWOO 엠블럼으로 변경된 2020년형이 선보였다. 2020년 6월부터 코로나19 장기화에 따른 수요 감소와 실적 악화등의 문제로 자일대우버스 울산공장 생산라인 가동이 중단되어 생산을 중단하였다. 현재 베트남에서 생산하여 국토교통부 인증 통과하게 되면 들어오게 되었다. 2023년에 단종되었다.

#### 제원
제원의 단위는 밀리미터 (mm)로 구성되어 있다.
- 전장 : 11,000
- 전폭 : 2,490
- 전고 : 3,465 (CNG) / 3,180 (디젤)
- 윤거 : 전 - 2,050 / 후 - 1,853
- 오버행 : 전 - 2,400 / 후 - 3,110
- 축거 : 5,400
- 총 배기량 : 11,051cc(CNG) / 8,900cc (디젤)
- 최고출력 : 310PS (CNG) / 300PS (디젤)
- 형식 : GL11P (CNG) / ISL9 (디젤)

## 사용하는 회사
- 서울특별시 - 서울버스, 김포공항 아시아나항공 램프버스, 금천구청 복지관 셔틀버스, 김포공항 하이에어 램프버스
- 제주특별자치도 - 동진여객, 제주공항 하이에어 램프버스, 제주공항 아시아나항공 램프버스, 제주공항 대한항공 램프버스, 제주공항 ATS 램프버스, 롯데렌터카 셔틀버스
- 부산광역시 - 김해공항 대한항공 램프버스
- 인천광역시 - 인천공항 대한항공 램프버스, 인천시 복지관 셔틀버스
- 전북특별자치도 - 광일여객, 신흥여객, 익산여객